# كامبرلاند هيل (رود آيلاند)
كامبرلاند هيل (بالإنجليزية: Cumberland Hill, Rhode Island)‏ هي أماكن مخصصة للتعداد تقع في الولايات المتحدة في مقاطعة بروفيدانس. يقدر عدد سكانها بـ 7,934 نسمة ومساحتها 8.8 كم2 وترتفع عن سطح البحر 66 متر.

## التركيبة السكانية
حدّد مكتب تعداد الولايات المتحدة بيانات التركيبة السكانية لكامبرلاند هيل في تعداد الولايات المتحدة. في ما يلي، التركيبة السكانية حسب تعدادي 2000 و2010.

### تعداد عام 2000
بلغ عدد سكان كامبرلاند هيل 7,738 نسمة بحسب تعداد عام 2000، وبلغ عدد الأسر 3,054 أسرة وعدد العائلات 2,205 عائلة مقيمة في المنطقة السكنية. في حين سجلت الكثافة السكانية 879.3 نسمة لكل كيلومتر مربع (2,277.4/ميل2). وبلغ عدد الوحدات السكنية 3,109 وحدة بمتوسط كثافة قدره 353.3 لكل كيلومتر مربع (915.0/ميل2).
وتوزع التركيب العرقي للمنطقة السكنية بنسبة 96.89% من البيض و0.39% من الأمريكيين الأفارقة و0.03% من الأمريكيين الأصليين و1.28% من الأمريكيين ذوي الأصول الآسيوية و0.04% من سكان جزر المحيط الهادئ و0.53% من الأعراق الأخرى و0.85% من عرقين مختلطين أو أكثر و1.25% من الهسبانيون أو اللاتينيون من أي عرق.
بلغ عدد الأسر 3,054 أسرة كانت نسبة 35.3% منها لديها أطفال تحت سن الثامنة عشر تعيش معهم، وبلغت نسبة الأزواج القاطنين مع بعضهم البعض 60.8% من أصل المجموع الكلي للأسر، ونسبة 8.5% من الأسر كان لديها معيلات من الإناث دون وجود شريك، بينما كانت نسبة 2.8% من الأسر لديها معيلون من الذكور دون وجود شريكة وكانت نسبة 27.8% من غير العائلات. تألفت نسبة 23.4% من أصل جميع الأسر من عدة أفراد يعيشون في نفس المنزل ونسبة 10.7% كانت تتألف من شخص يعيش بمفرده يبلغ من العمر 65 عاماً أو أكثر. وبلغ متوسط حجم الأسرة المعيشية 2.53، أما متوسط حجم العائلات فبلغ 3.01.
بلغ العمر الوسطي للسكان 37.9 عاماً. وكانت نسبة 24.6% من القاطنين تحت سن الثامنة عشر، وكانت نسبة 5% بين الثامنة عشر والرابعة والعشرين عاماً، ونسبة 33.5% كانت واقعةً في الفئة العمرية ما بين الخامسة والعشرين والرابعة والأربعين عاماً، ونسبة 21.7% كانت ما بين الخامسة والأربعين والرابعة والستين، ونسبة 15% كانت ضمن فئة الخامسة والستين عاماً فما فوق. يوجد لكل 100 أنثى 93.2 ذكر، ويوجد لكل 100 أنثى في الثامنة عشر من عمرها فما فوق 89.4 ذكر.
بلغ متوسط دخل الأسرة في المنطقة السكنية 57,697 دولارًا، أما متوسط دخل العائلة فبلغ 68,361 دولارًا. وكان متوسط دخل الذكور 44,332 دولارًا مقابل 31,650 دولارًا للإناث. وسجل دخل الفرد الخاص بالمنطقة السكنية 28,879 دولارًا. وكانت نسبة 2.2% من العائلات ونسبة 2.9% من السكان تحت خط الفقر، وكان من هؤلاء نسبة 1.1% تحت سن الثامنة عشر ونسبة 6.8% في الخامسة والستين من العمر وما فوق.

### تعداد عام 2010
بلغ عدد سكان كامبرلاند هيل 7,934 نسمة بحسب تعداد عام 2010، وبلغ عدد الأسر 3,156 أسرة وعدد العائلات 2,179 عائلة مقيمة في المنطقة السكنية. في حين سجلت الكثافة السكانية 901.6 نسمة لكل كيلومتر مربع (2,335.1/ميل2). وبلغ عدد الوحدات السكنية 3,271 وحدة بمتوسط كثافة قدره 371.7 لكل كيلومتر مربع (962.7/ميل2).
وتوزع التركيب العرقي للمنطقة السكنية بنسبة 93.63% من البيض و1.25% من الأمريكيين الأفارقة و0.05% من الأمريكيين الأصليين و2.89% من الأمريكيين ذوي الأصول الآسيوية و0.83% من الأعراق الأخرى و1.35% من عرقين مختلطين أو أكثر و2.61% من الهسبانيون أو اللاتينيون من أي عرق.
بلغ عدد الأسر 3,156 أسرة كانت نسبة 34.6% منها لديها أطفال تحت سن الثامنة عشر تعيش معهم، وبلغت نسبة الأزواج القاطنين مع بعضهم البعض 57.4% من أصل المجموع الكلي للأسر، ونسبة 8.5% من الأسر كان لديها معيلات من الإناث دون وجود شريك، بينما كانت نسبة 3.2% من الأسر لديها معيلون من الذكور دون وجود شريكة وكانت نسبة 31% من غير العائلات. تألفت نسبة 25.6% من أصل جميع الأسر من عدة أفراد يعيشون في نفس المنزل ونسبة 11.7% كانت تتألف من شخص يعيش بمفرده يبلغ من العمر 65 عاماً أو أكثر. وبلغ متوسط حجم الأسرة المعيشية 2.51، أما متوسط حجم العائلات فبلغ 3.05.
بلغ العمر الوسطي للسكان 41.3 عاماً. وكانت نسبة 23.2% من القاطنين تحت سن الثامنة عشر، وكانت نسبة 6% بين الثامنة عشر والرابعة والعشرين عاماً، ونسبة 27% كانت واقعةً في الفئة العمرية ما بين الخامسة والعشرين والرابعة والأربعين عاماً، ونسبة 29.1% كانت ما بين الخامسة والأربعين والرابعة والستين، ونسبة 14.7% كانت ضمن فئة الخامسة والستين عاماً فما فوق. وتوزع التركيب الجنسي للسكان بنسبة 48.3% ذكور و51.7% إناث.